# Mae Victoria
Mae Victoria (* 6. Januar 1969 in Ontario als Mavourneen Lynch) ist eine kanadische Schauspielerin, Filmproduzentin,
Pornodarstellerin, Stand-Up-Comedian und sexpositive feministische Aktivistin und Autorin.

## Leben
Mae Victoria arbeitete als professionelle Bauchtänzerin. Als die Rezession den amerikanischen Arbeitsmarkt traf, begann sie parallel dazu als Escort in Los Angeles und Las Vegas zu arbeiten. Sie schrieb ein Buch darüber, das 2007 erschien. 2006 stieg sie (mit 37 für die Szene verhältnismäßig spät) in das Pornofilm-Geschäft ein und war vorwiegend auf Rollen der MILF festgelegt. Sie drehte von 2006 bis 2014 Pornofilme, unter anderem für Naughty America. In der Pornofilmdatenbank IAFD werden 132 Pornofilme aufgeführt, in denen sie auftritt. Mae Victoria posierte für diverse Magazine, bis sie sich zurückzog und als Stand-Up-Comedian und Satirikerin eine neue Karriere begann. 2011 produzierte sie die TV-Komödie Dirty Hollywood, in welcher sie auch die Hauptrolle der Megan Velour spielt und die laut IMDb am 16. Dezember 2011 im Internet Premiere hatte. Neben ihrer Karriere als Komödiantin ist sie als Aktivistin für Rechte von Sexarbeiterinnen tätig. In ihren Witzen kritisiert sie ironisch die Sexindustrie, Geschlechterverhältnis, Klischees, Feminismus und benennt Themen wie Fehler im Sozialsystem, Alkoholismus, Gewalt gegen Frauen, Missbrauch und Vergewaltigung.

“A couple of years ago, when the recession hit, a lot of people got a second job, or they went back to school, or they moved back in with their parents. Well, I did pornographic movies. I’ve had sex with so many men, my bed is now a legitimate tax deduction. I’ve had more wangs inside me than a casino during a pai gow tournament.”

„Ein paar Jahre zuvor, als die Rezession zuschlug, besorgten sich viele Leute einen Zweitjob, oder sie gingen zurück an die Schule, oder zogen zurück zu ihren Eltern. Nun, ich machte Pornofilme. Ich hatte Sex mit so vielen Männern, dass mein Bett heute gesetzlich anerkannt von der Steuer absetzbar ist. Ich hatte mehr Wangs in mir als ein Casino, während eines Pai-Gow-Turniers“

Mae Victoria lebt in Los Angeles.

## Filmografie (Auswahl)
- 2007 It’s a Daddy Thing! 3
- 2008 Seasoned Players 3

## Schriften
- Hooker: A Beautiful Madness. Aardvark Publishing 2007, ISBN 978-1-4276-0131-5.